# Ołeh Rypan
Ołeh Pawłowycz Rypan, ukr. Олег Павлович Рипан (ur. 28 lipca 1972 w obwodzie iwanofrankowskim) – ukraiński piłkarz, grający na pozycji bramkarza, trener piłkarski.

## Kariera piłkarska

### Kariera klubowa
Karierę piłkarską rozpoczął w amatorskim zespole Bystrycia Nadwórna. W 1993 rozegrał 19 meczów w drugoligowej drużynie Roś Biała Cerkiew. Latem 1993 został zaproszony do Prykarpattia Iwano-Frankiwsk, w barwach którego 10 września 1994 debiutował w Wyższej lidze Ukrainy. Jesienią 1993 został wypożyczony do drugoligowych Karpat Mukaczewo. Latem 1996 wyjechał do Rosji, gdzie występował w klubie Rostsielmasz Rostów nad Donem. Latem 1997 powrócił do Prykarpattia, ale po pół roku ponownie wyjechał do Rostowa. Latem 1999 zasilił skład Dinama Stawropol. Na początku 2000 powrócił do Ukrainy, gdzie bronił barw klubów Kremiń Krzemieńczuk, Prykarpattia Iwano-Frankiwsk, Czornohora Iwano-Frankiwsk, Worskła Połtawa, MFK Mikołajów, Tepłowyk Iwano-Frankiwsk, Techno-Centr Rohatyn i Podilla Chmielnicki. Latem 2004 przeniósł się do Enerhetyka Bursztyn, w którym zakończył karierę piłkarską. Potem w latach 2011-2012 występował jeszcze w amatorskich zespołach obwodu iwanofrankowskiego, m.in. Chutrowyk Tyśmienica, Jaspil Jaseniw Pilny, FK Czornolizci.
W składzie Worskły puścił kuriozalną bramkę strzeloną przez piłkarza Krywbasa Krzywy Róg z metrów 40.

## Kariera trenerska
W 2008 rozpoczął pracę szkoleniową jako trener bramkarzy w CSCA-Rapid Kiszyniów. Po odrodzeniu Tepłowyk-Prykarpattia Iwano-Frankiwsk w 2016 został zaproszony do sztabu szkoleniowego klubu w celu szkolenia bramkarzy. 1 maja 2021 stał na czele Prykarpattia Iwano-Frankiwsk.